# Phalacrocorax varius
Phalacrocorax varius е вид птица от семейство Phalacrocoracidae.

## Разпространение
Видът е разпространен в Австралия и Нова Зеландия.